# Jaap van Spanje

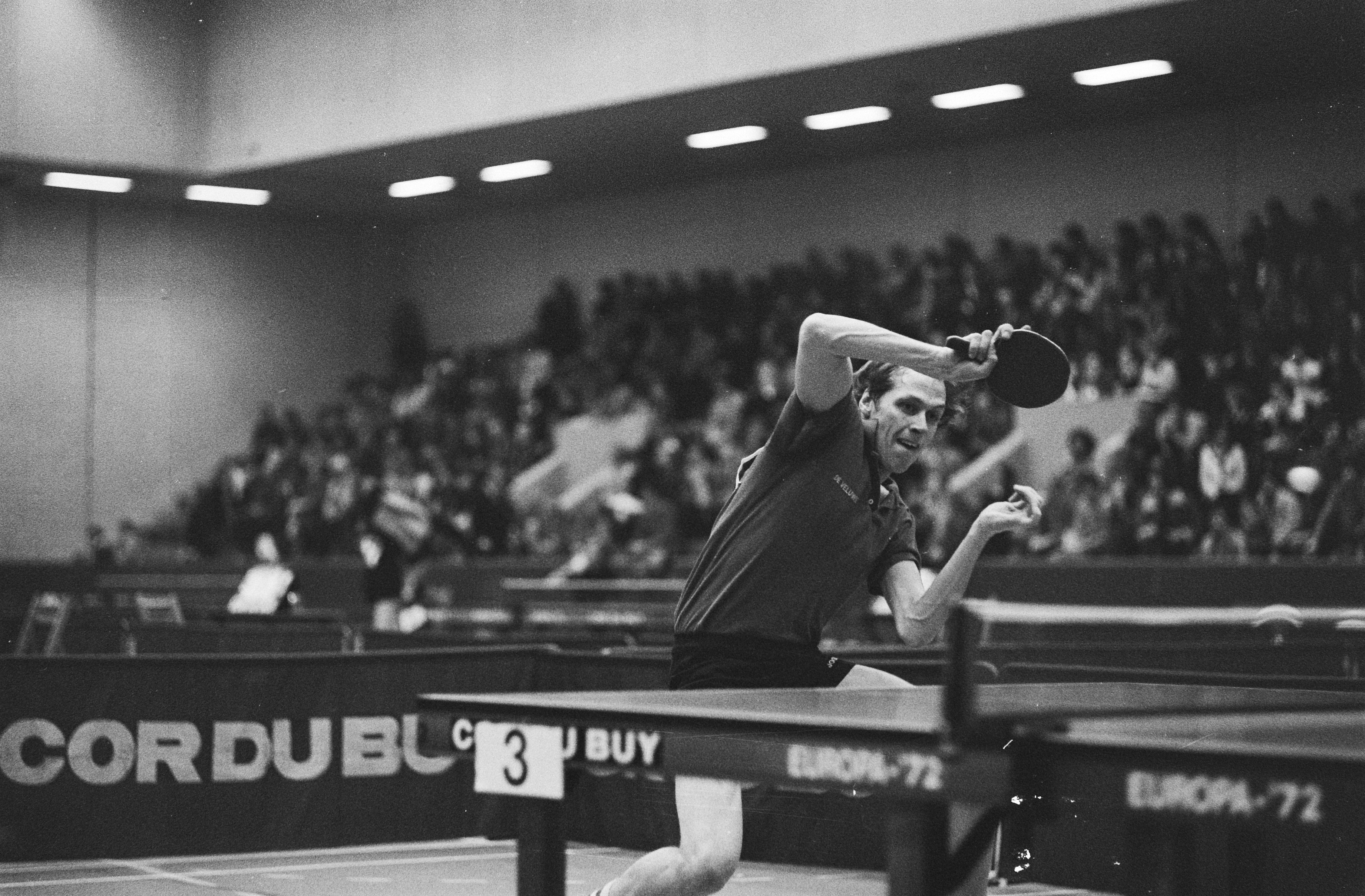
Jaap van Spanje (NK 1981)

Jaap van Spanje (4 mei 1957) is een Nederlands voormalig competitief tafeltennisser. Hij is de oudere broer van de eveneens tafeltennissende Ron en Henk, die beide tweemaal Nederlands kampioen enkelspel werden. Zelf werd hij Nederlands kampioen dubbelspel in 1981 (met Ron) en 1986 (met Henk). Van Spanje kwam 29 keer uit voor het Nederlandse team.
Van Spanje begon evenals zijn beide broers met tafeltennis bij SKF (Veenendaal). Later kwamen de drie onder meer samen uit in de eredivisie voor TTV de Veluwe en werd van 1982 tot en met 1985 het landskampioenschap behaald (het laatste jaar onder de naam 'De Blaeuwe Werelt'). Jaap verkaste vervolgens naar de Duitse competitie.
Na zijn spelerscarrière keerde Van Spanje in 2008 als trainer terug bij De Veluwe, samen met zijn voormalige ploeggenoot Paul Haldan.